# سليم تماري
سليم تماري (1945–) هو أكاديمي وباحث فلسطيني. ولد في مدينة يافا، أحد كبارالباحثين في مؤسسة الدراسات الفلسطينية ومدير سابق لمؤسسة الدراسات المقدسية التابعة لمؤسسة الدراسات الفلسطينية، ورئيس تحرير مجلة "Jerusalem Quarterly "حوليات القدس" الصادرة عن المؤسسة.

## حياته وتعليمه
ولد تماري في مدينة يافا الفلسطينية عام 1945. حين كان في الثالثة من عمره، هُجّر مع عائلته من يافا بسبب هجوم العصابات الصهيونية المسلحة كجزء من عملية التطهير العرقي التي ألمت بالفلسطينيين عام 1948. درس في كلية بيرزيت التي أعيدت تسميتها لاحقًا إلى جامعة بيرزيت. حصل على درجة البكالوريوس في السياسة من جامعة درو في ولاية نيوجيرسي الامريكية، وعلى درجة الماجستير في علم الاجتماع من جامعة نيو هامبشاير في الولايات المتحدة الأمريكية، وعلى درجة الدكتوراه في علم الاجتماع من جامعة مانشستر.

## عمله
يعمل تماري أستاذ علم اجتماع في جامعة بيرزيت منذ عام 1971. عُيّن عام 1994 مديرًا لمؤسسة دراسات القدس التابعة لمؤسسة الدراسات الفلسطينية ومقرها بيروت. عمل كذلك في لجنة اللاجئين في محادثات السلام متعددة الأطراف التي عقدت بعد مؤتمر مدريد عام 1991. كان زميلًا زائرًا في برنامج الآغا خان للعمارة الإسلامية في معهد ماساتشوستس للتكنولوجيا، وأستاذًا زائرًا في جامعة شيكاغو (1991-1992). وجامعة كورنيل (1997) وجامعة نيويورك (2001–2003) ، وفي جامعة كاليفورنيا بيركلي(2005 -2007).
حصل على زمالة إيريك لين في جامعة كامبريدج عام 2008، وهو محاضر في دراسات البحر الأبيض المتوسط في جامعة كا فوسكاري في البندقية.

## أعماله
قام بتأليف العديد من الأعمال عن الثقافة الحضرية، وعلم الإجتماع السياسي، والسيرة الذاتية، والتاريخ الإجتماعي، والتاريخ الإجتماعي للشرق الاوسط. من مؤلفاته:
- القدس 1948: الأحياء العربية ومصيرها في الحرب مفاوضات اللاجئين الفلسطينيين.
- من مدريد إلى أوسلو 2.
- الجبل ضد البحر. "مقالات عن المجتمع والثقافة الفلسطينية ". صدرت له إلى اللغة الفرنسية بعنوان (بالفرنسية: La montagne contre la mer).[7]
- عام الجراد "سيرة ذاتية لجندي فلسطيني شاب كان متمركزًا في القدس خلال الحرب العالمية الأولى". صدر باللغة الانجليزية عام 2008 عن مطبعة جامعة كاليفورنيا.
- دراسات في التاريخ الاجتماعي لبلاد الشام: قراءات في السير والسير الذاتية، صدر عام 2007.
- دراسات في تاريخ القدس الاجتماعي والثقافي
- كاميرا فلسطين: التصوير الفوتوغرافي وتاريخ فلسطين المهمش، صدر عام 2023.
- شارك الى جانب عدة مؤلفين في تأليف كتاب مدينة الحجاج والأعيان والمحاشي: دراسات في تاريخ القدس الاجتماعي والثقافي الذي صدر عن مؤسسة الدراسات المقدسية عام 2005.
- شارك في تاليف كتاب أوراق عائلية: دراسات في التاريخ الاجتماعي المعاصر لفلسطين الذي صدر عام 2011 عن مؤسسة الدراسات الفلسطينية.

## جوائز حصل عليها
- جائزة الدولة التقديرية لمجمل الأعمال لعام 2017.[8][9]
- جائزة ميدل إيست مونيتور عن كتاب فلسطين لعام 2018.[10][11]